# 280 (numero)
Duecentottanta (280) è il numero naturale dopo il 279 e prima del 281.

## Proprietà matematiche
- È un numero pari.
- È un numero composto con 16 divisori: 1, 2, 4, 5, 7, 8, 10, 14, 20, 28, 35, 40, 56, 70, 140, 280. Poiché la somma dei suoi divisori (escluso il numero stesso) è 440 > 280, è un numero abbondante.
- È un numero semiperfetto in quanto pari alla somma di alcuni (o tutti) i suoi divisori.
- È la somma di sei numeri primi consecutivi: 37 + 41 + 43 + 47 + 53 + 59 = 280.
- È un numero di Harshad (in base 10), cioè è divisibile per la somma delle sue cifre.
- È parte delle terne pitagoriche (63, 280, 287), (96, 280, 296), (102, 280, 298), (165, 280, 325), (168, 224, 280), (210, 280, 350), (280, 294, 406), (280, 342, 442), (280, 351, 449), (280, 450, 530), (280, 525, 595), (280, 672, 728), (280, 759, 809), (280, 960, 1000), (280, 1209, 1241), (280, 1386, 1414), (280, 1950, 1970), (280, 2442, 2458), (280, 2793, 2807), (280, 3915, 3925), (280, 4896, 4904), (280, 9798, 9802), (280, 19599, 19601).
- È un numero felice.
- È un numero palindromo nel sistema di numerazione posizionale a base 3 (101101).
- È un numero ottagonale.
- È un numero idoneo.
- È un numero pratico.
- È un numero congruente.

## Astronomia
- 280P/Larsen è una cometa periodica del sistema solare.
- 280 Philia è un asteroide della fascia principale del sistema solare.

## Astronautica
- Cosmos 280 è un satellite artificiale russo.